# Денят на совата
„Денят на совата“ (на италиански: Il giorno della civetta) е италианска драма от 1968 г. на режисьора Дамяно Дамяни с участието на Франко Неро, Лий Джей Коб и Клаудия Кардинале. Филмът се базира на ендоименния роман на Леонардо Шаша.

## Сюжет
Сицилия, 1961 г. Карабинерският офицер Белоди от Парма и бивш партизанин, на служба в малко градче, се озовава разследващ убийството на Салваторе Колазберна, строителен предприемач, убит, защото е отказал да остави договор на защитена от мафията компания. Убийството е извършено близо до къщата, в която живеят Роза Николози, съпругът ѝ и малката им дъщеря. Същата сутрин изчезва и съпругът на Роза Николози. Капитан Белоди успява да измъкне ценна информация от Роза: преди да изчезне, съпругът ѝ ѝ доверява, че е попаднал на улицата, където се е случило убийството в "Zecchinetta" (прякор, произтичащ от страстта му към едноименната игра). Дзенкиета е осъден сънародник, чието име се потвърждава от "Parrinieddu", полицейски информатор. Междувременно мафиотският бос на града Дон Мариано Арена пуска слух, за да накара убийството да изглежда породено от страст: според тази версия Николози е този, който е убил предприемача – любовник на жена му, след което Николози се укрива. 
Капитанът не вярва на тази версия и се опитва да намери тялото на Николози, вярвайки, че той е бил убит като неудобен свидетел. Той обаче намира тялото на "Parrinieddu", убит, защото сега се смята за компрометиран. 
Разследването продължава с ареста на Дон Мариано и неговите помощници, но в крайна сметка, благодарение на политическите връзки на кръстника, Белоди е преместен. След като са пуснати на освобода, мафиотите наблюдават новия командир отдалеч, който вероятно е по-мек и по-сговорчив, смятайки го за "quaquaraquà", тоест за „патка“ – човек без стойност и чест, уважавайки предишния капитан Белоди.

## В ролите
| Изпълнител         | Роля                      |
| ------------------ | ------------------------- |
| Клаудия Кардинале  | Роза Николози             |
| Франко Неро        | Капитан Белоди            |
| Лий Джей Коб       | Дон Мариано Арена         |
| Тано Чимароза      | Макия/Дзекинета           |
| Серж Реджани       | Паринеду                  |
| Джовани Палавичино | Сержант                   |
| Енио Балбо         | Първият мафиоз на банкета |
| Уго Д'Алесио       | Вторият мафиоз на банкета |
| Винченцо Норвезе   | Човекът с мотоциклета     |

## Награди и номинации
- 1969 Награда „Сребърна лента“ за най-добър продуцент – Ермано Донати и Луиджи Карпентиери